# 基萨奇国家森林

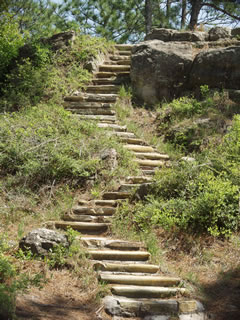
基萨奇国家森林的阶梯

基萨奇国家森林（英語：Kisatchie National Forest）是美国路易斯安那州唯一一座国家森林，位于七座县中松树林遍布的丘陵间，有着面积广阔的长叶松树林。